# Ligne de Siilinjärvi à Viinijärvi
La ligne de Siilinjärvi à Viinijärvi (finnois : Siilinjärvi–Viinijärvi-rata) est une ligne de chemin de fer du réseau de chemin de fer finlandais qui relie Siilinjärvi à Viinijärvi, sur le territoire de la municipalité de Liperi.

## Histoire
La voie a été construite en plusieurs phases et ouverte à la circulation comme suit :
- 1927: Joensuu–Viinijärvi–Sysmäjärvi–(Outokumpu)
- 1956: Siilinjärvi–Sänkimäki
- 1957: Sänkimäki–Juankoski
- 1968: Juankoski–Luikonlahti
- 1970: Luikonlahti–Sysmäjärvi

## Infrastructure

### Ligne
Ligne du réseau de chemin de fer finlandais, elle est longue de 111,7 kilomètres.

### Gares

Des gares
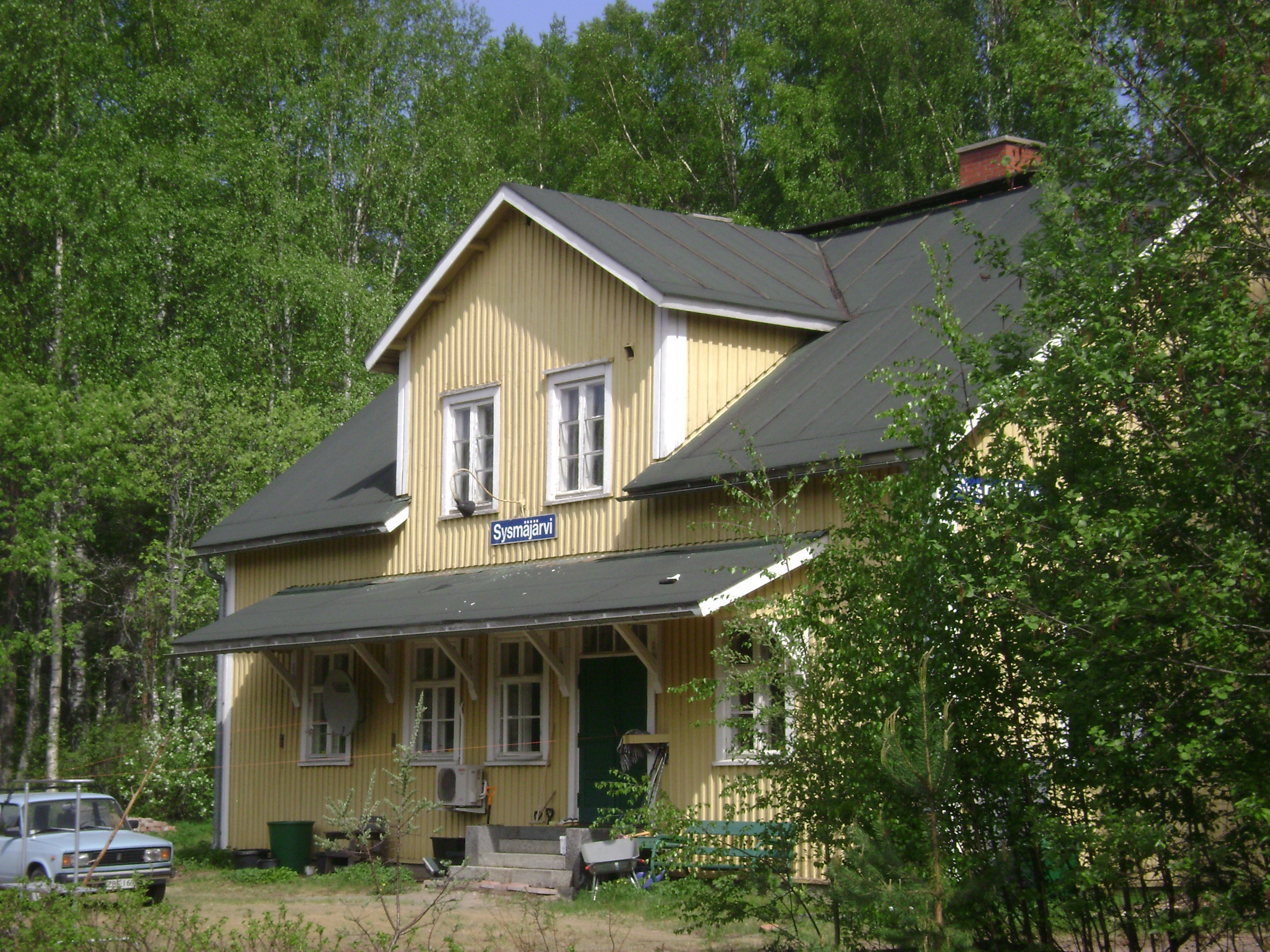
Sysmäjärvi.
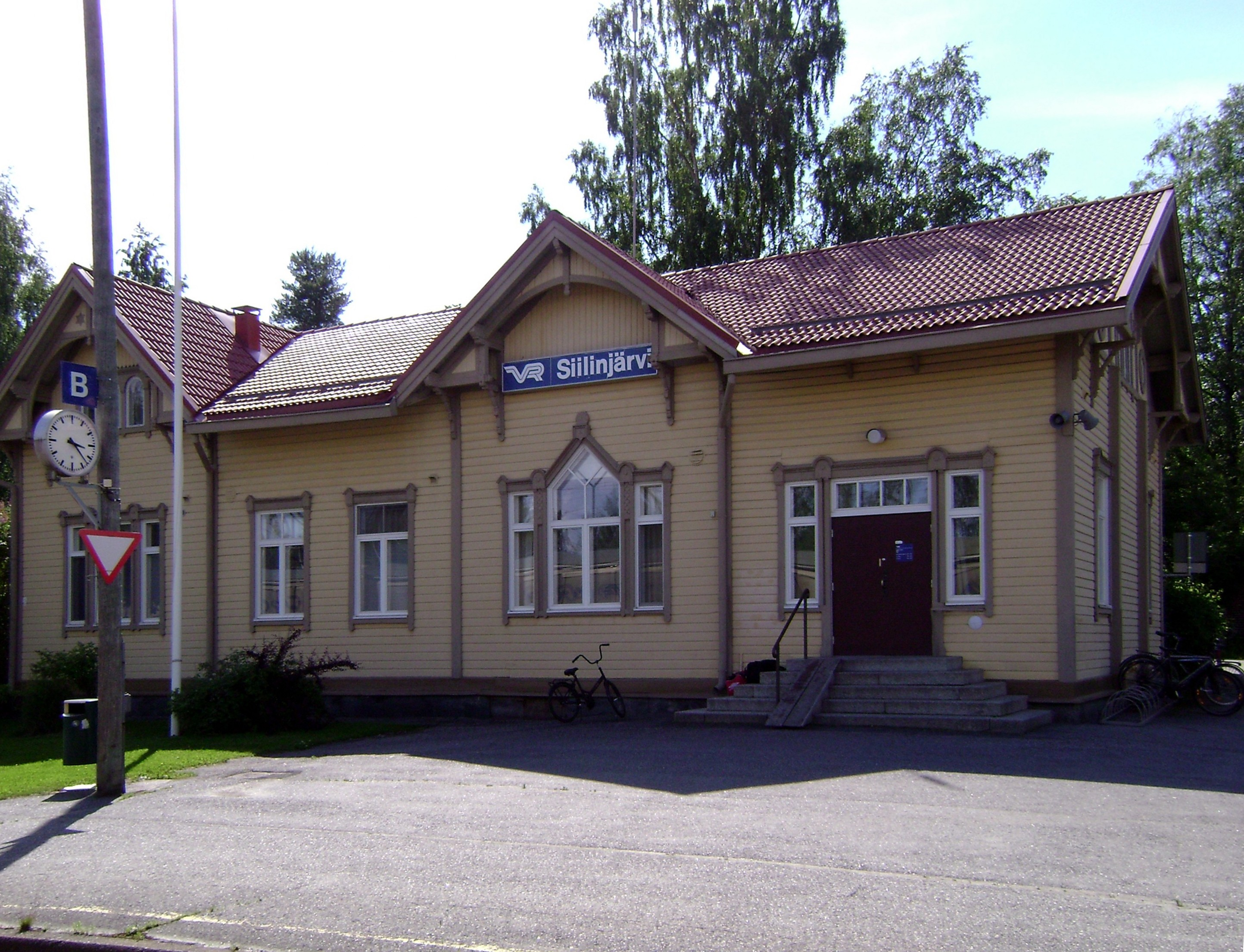
Siilinjärvi.
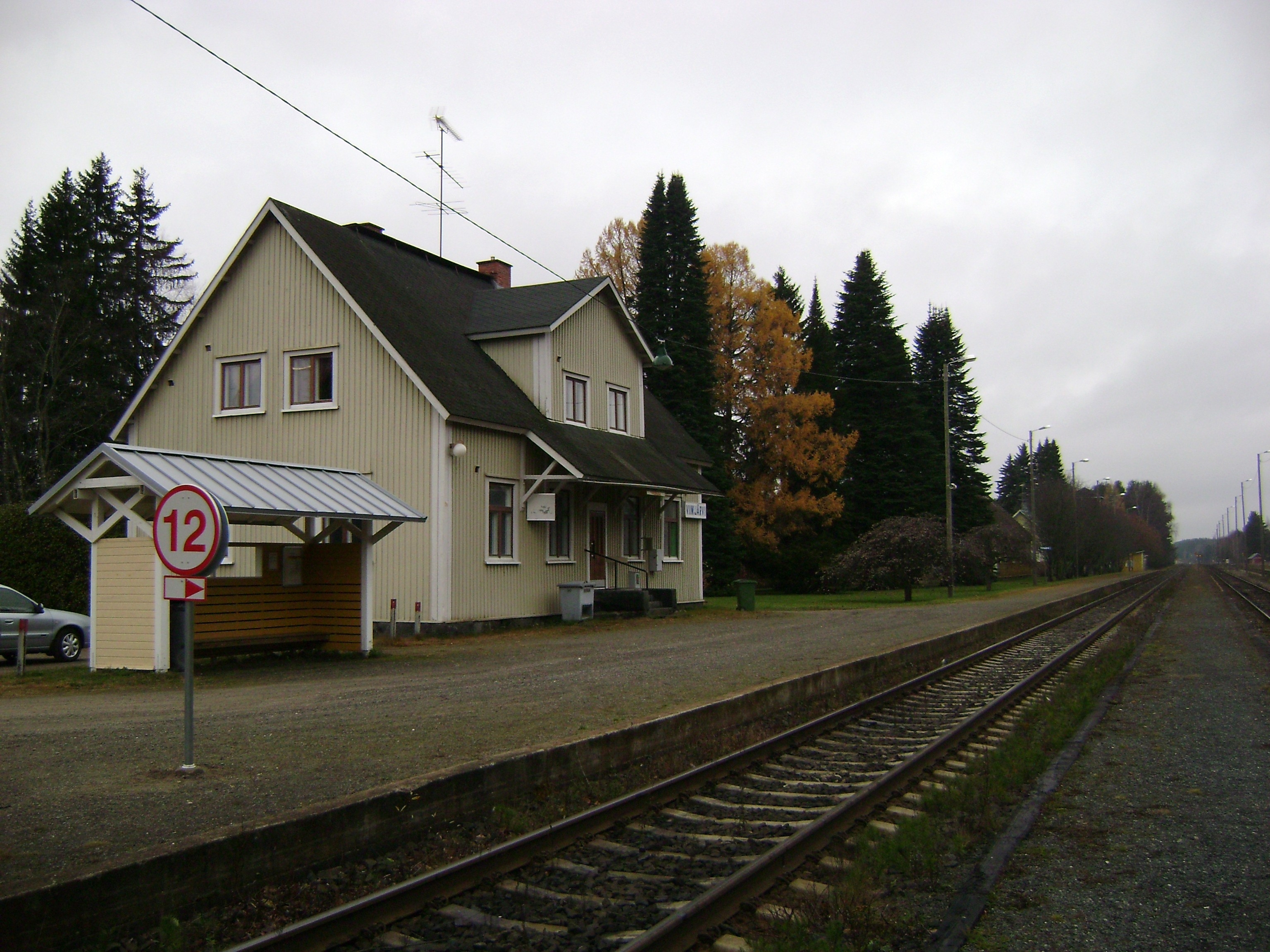
Viinijärvi.

## Exploitation
Elle n'est ouverte qu'au service des marchandises.

## Projet
Des municipalités évoquent sa réouverture au service des voyageurs,.